# Нагульян, Мартирос Карапетович
Мартирос Карапетович Нагульян (01.01.1920 — 06.04.1945) — военный лётчик, Герой Советского Союза, командир звена 593-го штурмового авиационного полка 332-й штурмовой авиационной дивизии 4-й воздушной армии 2-го Белорусского фронта, лейтенант.

## Биография
Мартирос Карапетович Нагульян родился 15 марта 1920 года в селе Верхняя Хобза ныне Лазаревского района Краснодарского края в семье крестьянина. Армянин. Член ВКП(б) с 1944 года. В 1924 году его семья переезжают в село Нижняя Шиловка Адлеровского района, а 1933 году она необоснованно выселена в Караганду, Казахстан. В 1936 году внезапно умер отец. Окончил с похвальной грамотой 8 классов и электротехникум, с 1939 года работал электрослесарем на одной из шахт города Караганда. В 1940 году при переезде на родину умерла мать. Мартирос работал в колхозе, а в конце 1940 года переехал в Майкоп. В 1941 году окончил Майкопский аэроклуб имени М. М. Громова.
В армии с 5 мая 1941 года. В августе 1942 года окончил Краснодарскую военную авиационную школу пилотов. В звании сержант проходил службу в запасных авиационных полках в Сибирском и Московском военном округах.
В действующей армии с февраля 1944 года.

## Подвиг
Командир звена штурмовиков 593-го штурмового авиационного полка, 332-я штурмовой авиационной дивизии, 4-я воздушной армии, 2-й Белорусского фронта, лейтенант Нагульян, Мартирос Карапетович совершил 113 боевых вылетов на штурмовку скоплений войск и укреплений противника, сбил 2 вражеских самолёта ФВ-190.
Погиб 6 апреля 1945 года при выполнении боевого задания в районе села Штееген (ныне Стегна). Похоронен близ села Древница, гмина Стегна, Новодвурский повят, Поморское воеводство, Польша.
Звание Герой Советского Союза присвоено указом Президиума Верховного Совета СССР от 18 августа 1945 года посмертно.

## Награды
- Медаль «Золотая Звезда»;
- орден Ленина;
- орден Красного Знамени[2];
- орден Красного Знамени[3];
- орден Отечественной войны II степени;
- орден Красной Звезды[4];
- медали.

## Память
- Имя Героя высечено золотыми буквами в зале Славы Центрального музея Великой Отечественной войны в Парке Победы города Москвы.
- Имя Героя носит улица в селе Верхневесёлое Адлеровского района.
- Имя Героя носит улица в селе Нижняя Шиловка Адлеровского района, где он жил.
- Имя Героя носит школа в польском селе Древница Польша.
- В школе № 67 в Адлере создана комната боевой славы, посвящённая Герою.
- На доме, где Герой родился, установлена мемориальная доска.
- Ежегодно, в первую субботу октября, в Сочи проводится Открытый краевой турнир по дзюдо памяти Героя, в 2016 году состоялся 29 по счету турнир.